# 短距舌唇兰
短距舌唇兰（学名：Platanthera brevicalcarata）为兰科舌唇兰属下的一个种。

## 扩展阅读
維基物種上的相關：短距舌唇兰